# Joseph Van den Gheyn
Joseph Van den Gheyn, né le 25 mai 1854 à Gand (Belgique) et mort le 29 janvier 1913 à Bruxelles, est un prêtre jésuite belge. Bollandiste, il est aussi connu comme comparatiste, anthropologue, et bibliographe.
Il était frère du chanoine Gabriel Van den Gheyn (1862-1955), gardien du trésor de Saint-Bavon à Gand.

## Biographie
Né à Gand, Joseph Marie Martin Van den Gheyn fait d'excellentes études secondaires avant d'entrer au noviciat des jésuites le 27 septembre 1871.
Ses premiers articles publiés à partir de 1878 dans des revues françaises et belges sont rassemblés en un volume intitulé Essais de mythologie et de philologie comparée (1885). En 1880, il est professeur au Collège Notre-Dame, à Anvers. En 1882-1883, il se trouve au Collège jésuite de Bruxelles.
L'année 1888 marque un tournant dans la carrière de Van den Gheyn. Il a 34 ans. Le 21 juin il est désigné pour rejoindre le groupe des bollandistes. Il collabore durant dix-sept ans à la publication des Acta Sanctorum (1888-1905). Il contribue particulièrement au deuxième volume des Acta Sanctorum du mois de novembre (Acta Sanctorum novembris). Concomitamment il enseigne le sanscrit à Paris de 1888 à 1891 à l'Institut catholique de Paris.
En tant qu'anthropologue, il s'intéresse particulièrement aux races humaines et développe des théories qui désormais sont considérées comme largement dépassées, particulièrement celles concernant l'origine asiatique de la race noire et celles concernant ce qu'on appelait à l'époque la race aryenne.
Van den Gheyn devient alors bibliographe et rédige son monumental catalogue des manuscrits, toujours utilisé actuellement. Ce catalogue reste son œuvre majeure.
En 1896, il est appelé à diriger le cabinet des manuscrits de la Bibliothèque royale de Belgique dont il devient le conservateur en chef le 2 juillet 1909 (il a quitté les Bollandistes en 1905).
En 1911, le bibliographe est le premier président de la Katholieke Vlaamsche Hoogeschooluitbreiding.  Mais bientôt malade il doit renoncer à ses fonctions (fin décembre 1912). Il décède un mois plus tard, le 29 janvier 1913, dans sa petite chambre du collège Saint-Michel.

## Quelques écrits
Écrits anthropologiques
- 1880 : Le nom primitif des Aryas. Esquisse ethnographique, Bruxelles : Vromant (extrait de la revue Précis historique).
- 1881 : Origines indo-européennes. Le berceau des Aryas. Étude de géorgaphie historique, Bruxelles : Vromant (extrait de la revue Précis historique).
- 1882 : Nouvelles recherches sur le berceau des Aryas, Bruxelles : Vromant (extrait de la revue Précis historique).
- 1882 : Les migrations des Aryas, Anvers : De Backer (extrait du Bulletin de la Société de géographie d'Anvers).
- 1883 : Le séjour de l'humanité postdiluvienne, Bruxelles : Vromant (extrait de la Revue des questions scientifiques).
- 1885 : L'origine européenne des Aryas, Anvers : De Backer (extrait du Bulletin de la Société de géographie d'Anvers).
- 1886 : Les populations danubiennes. Études d'ethnographie comparée, Bruxelles : Vromant (extrait de la Revue des questions scientifiques).
- 1887 : L'homme préhistorique dans la Basse-Belgique, Bruxelles : Ceuterick & Lefebure (extrait de la Revue des questions scientifiques).
- 1887 : Les populations danubiennes. Roumains et Bulgares, Anvers : De Backer (extrait du Bulletin de la Société de géographie d'Anvers).
- 1889 : L'origine européenne des Aryas. Mémoire présenté au Congrès scientifique international des catholiques tenu à Paris en 1888, Paris : Bureau des Annales de philosophie chrétienne.
- 1891 : L'origine asiatique de la race noire. Bruxelles : Polleunis & Ceuterick (extrait de la Revue des questions scientifiques).
- 1892 : Les bantous essai de linguistique et d'ethnographie africaines. Bruxelles : Polleunis & Ceuterick (extrait de la Revue des questions scientifiques).
- 1895 : Les pygmées, Louvain : Polleunis & Ceuterick (extrait de la Revue des questions scientifiques).

Écrits historiques
- 1908 : Album belge de paléographie.
- 1900 à 1913 : Catalogue des manuscrits de la Bibliothèque royale de Belgique[3].
- Le calligraphe bruxellois Georges-Herman Wilmart (1623-1687). In Annuaire de la Société des bibliophiles et iconophiles de Belgique 1910, p. 63-69.